# تشان بينج هونغ
تشان بينج هونغ (بالإنجليزية: Chan Peng Kong)‏ هو لاعب شطرنج سنغافوري، ولد في 15 مايو 1956.

## وصلات خارجية
- تشان بينج هونغ على موقع الاتحاد الدولي للشطرنج (الإنجليزية)
- تشان بينج هونغ على موقع مباريات الشطرنج (الإنجليزية)
- تشان بينج هونغ على موقع 365Chess.com (الإنجليزية)
- تشان بينج هونغ على موقع Chesstempo.com (الإنجليزية)
- تشان بينج هونغ سجل أولمبياد الشطرنج على موقع OlimpBase.org (الإنجليزية)